# 上野香春焼
上野香春焼（あがのかわらやき）は、福岡県田川郡香春町にある遠州七窯の一つ。 

## 歴史
1955年、初代山岡徹山と二代山岡徹山が「香春焼」として窯をおこしたのが始まりである。古上野を追求した二代山岡徹山の志を継ぎ、三代山岡徹の手により、茶陶を中心に幅広く作陶している。地元の土と手作りの釉薬を使い、登り窯で焼成する。伝統的な技法と現代的な作風が調和し、深い味わいのある作風である。高麗茶碗の研究にも取り組んでおり、その活動は工房だけに留まらず、素材については、鉱石や朝鮮カオリンなどを韓国に求め、韓国慶尚南道との交流も深める。2003年、正式に上野焼を拝名し、「上野焼香春徹山窯」となる。
絵付けを一切行わず、上薬だけを用いて窯の力で色模様の千変万化を表現する点が特徴である。